# Родниковка (Казахстан)
Роднико́вка (каз. Родниковка) — село у складі Мартуцького району Актюбінської області Казахстану. Адміністративний центр та єдиний населений пункт Родниковського сільського округу.
Населення — 1406 осіб (2021; 1814 у 2009, 2097 у 1999, 1997 у 1989).